# Real Felipe (1732)
El Real Felipe fue un navío de línea de tres puentes y 114 cañones botado en Guarnizo en 1732. Se llamó así en honor al rey Felipe V. La historiografía original de la época recoge el nombre de Real Phelipe.

## Construcción y diseño

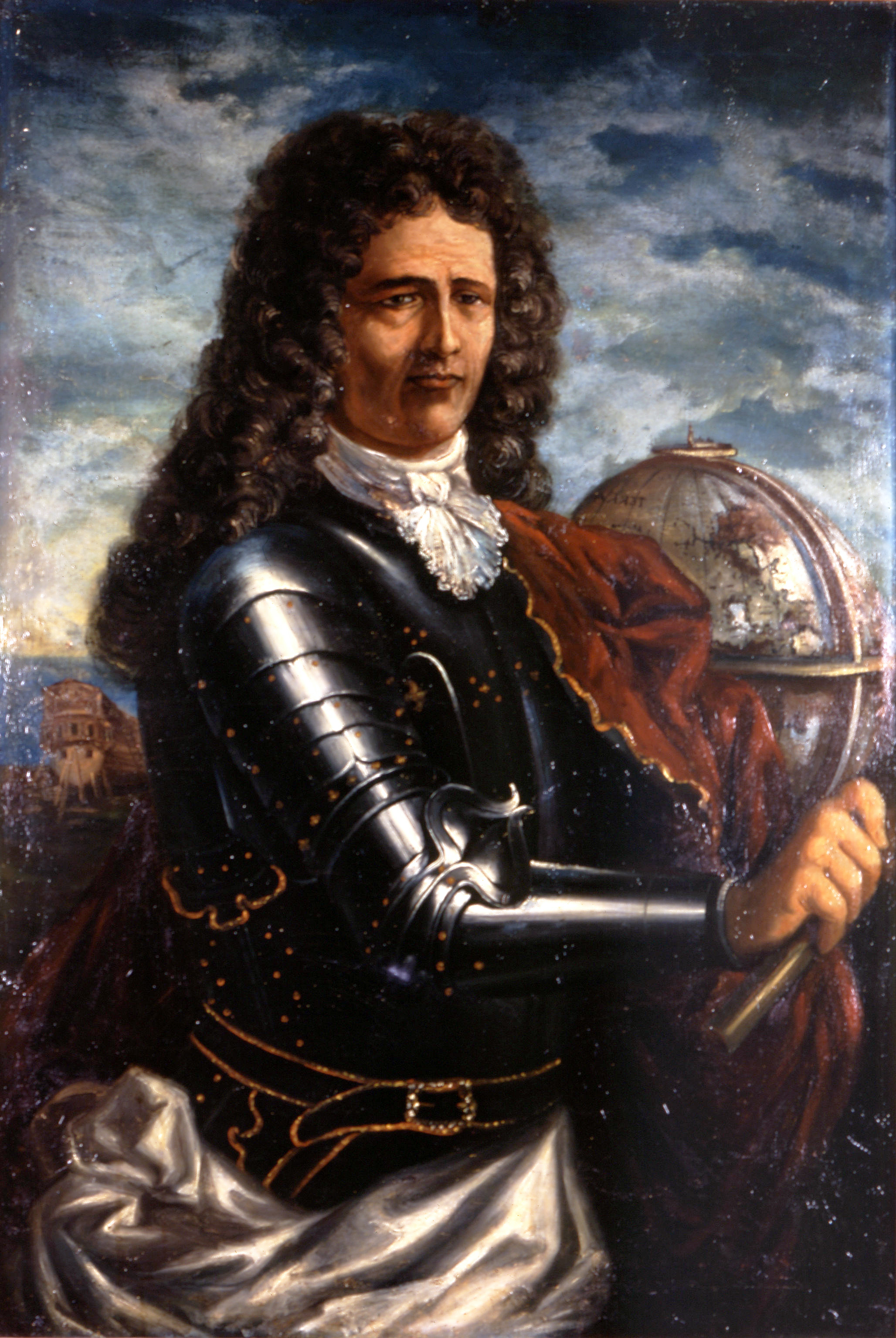
El Real Felipe fue construido según los modelos de José Antonio de Gaztañeta.

Se construyó en 1732 en el Real Astillero de Guarnizo por Juan Pedro Boyer, bajo el diseño de Cipriano Autrán y la dirección de Antonio Gaztañeta; siendo así el primer navío de tres puentes que tuvo la Armada Española. El Real Felipe tenía un desplazamiento de 2200 toneladas, a lo que sumaba una eslora de 70 metros, una manga de 19 metros y un calado medio de 10 metros. Su armamento estaba compuesto por un total de 112 cañones distribuidos en diferentes calibres: 12, 18, 24 y 32 libras.

## Historial de servicio

### Viaje a Italia
Nada más entrar en servicio se dirigió a Barcelona, desde donde, en conserva de los navíos Santa Teresa y Galicia, se dirigió a Nápoles escoltando un convoy con tropas españolas de artillería e infantería que iban a Italia para sostener a Carlos VII, futuro Carlos III de España en el trono de Nápoles y Sicilia durante los comienzos de su reinado en 1734.

### Cádiz

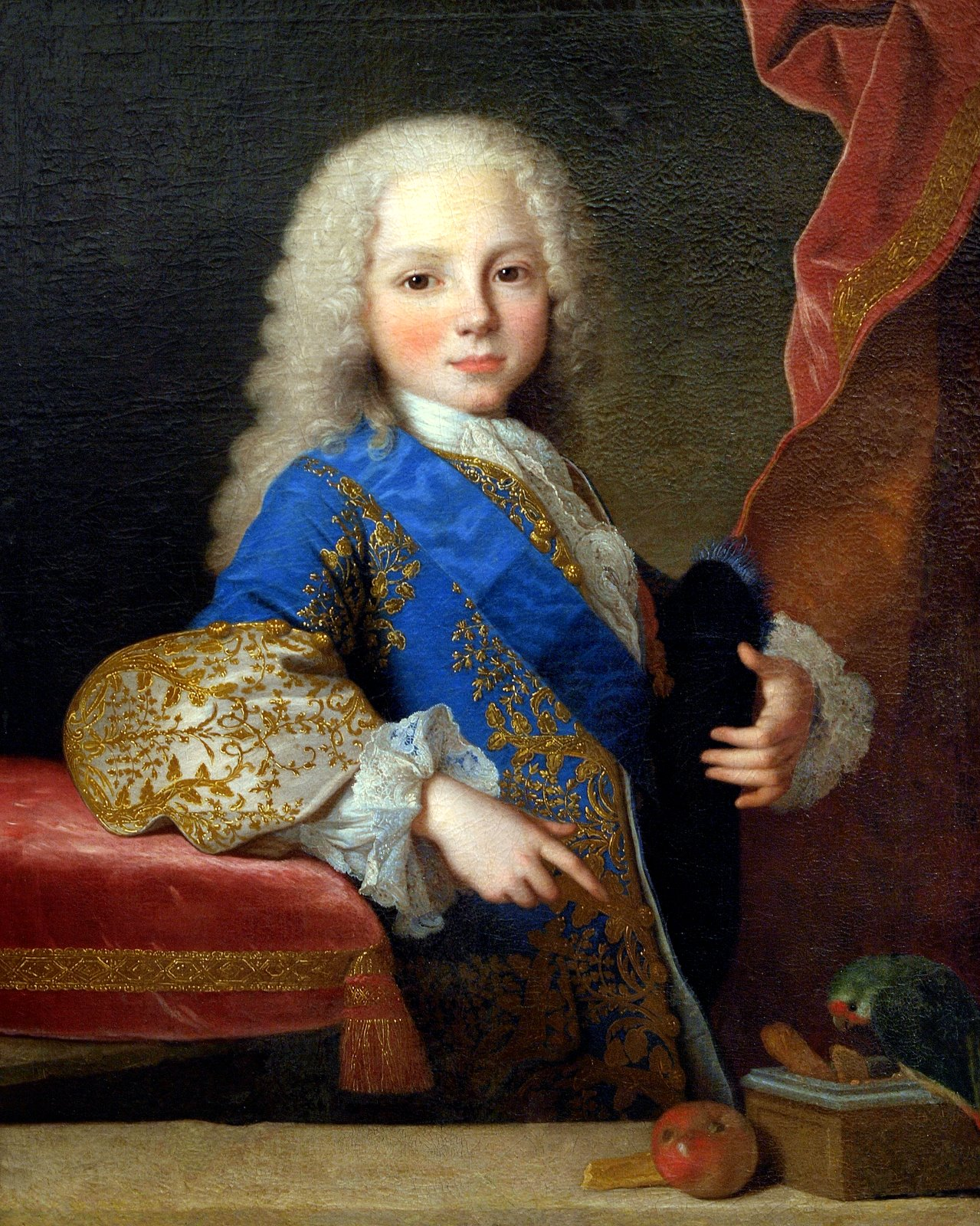
El infante don Felipe de Borbón y Farnesio, futuro Duque de Parma, por Jean Ranc.

Destinado al Departamento de Cádiz, se convirtió en insignia del jefe de escuadra Juan José Navarro. Declarada la Guerra del Asiento entre España y Gran Bretaña el 23 de octubre de 1739, el gobierno español dispuso la reunión de las escuadras de Ferrol y Cádiz, con objeto de que pasasen al Mediterráneo y así apoyar las pretensiones de recuperar los antiguos dominios en Italia y formar un trono para el Infante Felipe.
Al estar Ferrol bloqueado por la escuadra británica de John Norris, Navarro salió de Cádiz el 6 de mayo de 1741 y regresó el 12 de junio, una vez verificada la unión de las escuadras. En esta comisión no participó el Real Felipe que se encontraba en período de alistamiento. Navarro embarcó en el Real Felipe el 5 de noviembre y diez días después salió al mar desde Cádiz con una escuadra formada por seis navíos y nueve mercantes de la Carrera de las Indias armados en guerra, para dirigirse a Barcelona y proteger el tránsito de un convoy con tropas de refuerzo al ejército español en Italia.

### Segundo viaje a Italia
Burlado el bloqueo inglés, atravesó el Estrecho con retraso, debido a los vientos de Levante. Cuando se encontraba amenazada la escuadra española por la inglesa del almirante Nicholas Haddock a la altura de Cartagena, el 20 de diciembre, salió de este puerto la escuadra francesa con 13 navíos que, al mando del almirante Court La Bruyère, tenía orden de proteger a la de Navarro, aunque, Francia no estaba en guerra con Inglaterra.
Unidas ambas fuerzas, la escuadra combinada continuó su travesía hacia Barcelona seguida a distancia por Haddock. La noche del 22 de diciembre, cuando habían remontado la isla de Ibiza, hubo un temporal del norte que les obligó a arribar hacia la costa peninsular buscando el resguardo del cabo de San Antonio.

A las 8, de dos cabezadas que dio el navío Real Felipe llevando la gavia casi arriada y con rizos, vino abajo el mastelero mayor. Subí al alcázar y al mastelero (del trinquete) le había sucedido lo mismo que al otro que antes se había rendido: secos de tanto tiempo de estar en la Carraca, no era de servicio.
Juan José Navarro, parte de campaña

El día siguiente desarboló la fragata Fama por el mismo motivo y toda la escuadra tuvo que arribar para proteger a los buques averiados, pues se aproximaba la inglesa de Haddock. Sin otros incidentes, llegaron a Barcelona el 4 de enero de 1742.

#### Dudas sobre el Real Felipe
Embarcadas las tropas, el 14 de enero salió Navarro con un convoy de 52 buques, hacia Toscana. Pero el día 19 un temporal, en el golfo de León, dispersó el convoy, produjo vías de agua en el Real Felipe difícilmente controlables y, finalmente, le obligó a arribar a las Islas de Hyères.

El capitán de navío Nicolás Geraldino despreciaba las propiedades del navío con decirme no valía nada los días antecedentes, y todos me decían que era preciso dejarlo en Tolón, pues no podría aguantar un combate ni un temporal...
Juan José Navarro, parte de campaña

Reunido el consejo de oficiales en el que se expresaron serias dudas sobre las condiciones del Real Felipe, prevaleció la opinión de Navarro y la escuadra abandonó las Hyères el día 27 de enero. Cambió el puerto de desembarco de la tropa por el de Génova y, una vez completada su misión, emprendió el regreso el día 13 de febrero.

#### Llegada a Tolón
Dispersada la escuadra de nuevo el día 4 por otro temporal a la altura de las costas de Provenza, tuvo que dirigirse al fondeadero de Hyères con varios navíos desarbolados y con pérdida de gente. Ante el mal cariz de la situación, Navarro no tuvo más solución que seguir el consejo del almirante De Court y dirigirse a la rada de Tolón, a cuyo puerto llegaron ambas escuadras el 24 de febrero.

#### Evidencias del navío durante la campaña
Esta campaña, había puesto en evidencia que el navío no contaba con la confianza de su comandante y oficiales, que su alistamiento en Cádiz había dejado mucho que desear, que con vientos bonancibles era el buque más velero de la escuadra y, por último, que con temporal sufría su obra viva tal quebranto que hacía agua por sus costuras en cantidad superior a lo normal. Todo ello prueba que el sistema de construcción de Gaztañeta producía navíos de buen diseño, pero fabricados con técnicas rudimentarias que reducían su vida activa y su capacidad de aguante a los malos tiempos.

### Batalla de Tolón

#### Bloqueo del puerto de Tolón
La escuadra combinada permaneció cerca de dos años en el puerto de Tolón, bloqueada por la del almirante Thomas Mathews, que había sucedido a Haddock en el mando de la flota británica en el Mediterráneo. Este tiempo fue empleado por Navarro en adiestrar a las dotaciones y procurar alistar los navíos, aún a pesar de los escasos recursos que llegaban desde España.

#### Transcurso de la batalla
Decidida la salida a la mar para romper el bloqueo y atacar a la escuadra inglesa, la hispano-francesa abandonó su fondeadero el 19 de febrero de 1744, al mismo tiempo que lo hacía el enemigo desde su base en Hyères. En la amanecida del 22 se encontraban ambas escuadras navegando hacia el sur con viento bonacible del NE en dos largas líneas de fila; la inglesa de 32 navíos a barlovento y la aliada de 17 franceses y 12 españoles a sotavento, ligeramente avanzada sobre sus oponentes.

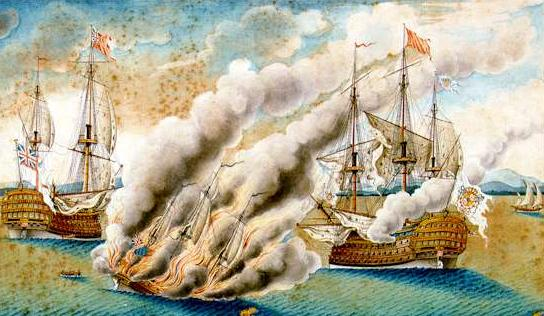
Combate entre el navío Real Felipe y el Namur durante la Batalla de Tolón (Museo Naval de Madrid).

A mediodía, los nueve navíos que componían el centro británico con el Namur, buque insignia, a la cabeza, arribaron simultáneamente sobre los cinco españoles más avanzados de la retaguardia aliada (compuesta únicamente por españoles), con el objetivo de separarlos de la vanguardia francesa.

Estando el enemigo a tiro de fusil de nuestra escuadra rompió el fuego el almirante Mathews, cargando sobre el Real Felipe con su navío el Namur, el Marlborough y el Norfolk, todos de tres puentes, y dos de setenta cañones..., y con este motivo se empeñó un combate desigual, pero muy sostenido por una y otra parte...
Vargas Ponce

El vivísimo fuego que hacían los cinco navíos produjeron, desde el principio, grandes averías en el Real Felipe, quedando enteramente desmantelado durante la acción, sin vela alguna, cabuyería, ni vergas mayores, herido mortalmente su comandante Geraldino, herido también Navarro y con muchas bajas en la dotación. Sin embargo, apoyado por el Hércules, causó tanto o más daño al enemigo; el Marlborough, que era el matalote de popa de Mathews, quedó desarbolado de los palos mayor y mesana, perdió la vida su comandante George Cornwall con 53 oficiales y dotación y teniendo 90 heridos; el Namur, insignia de Mathews, quedó sin el mastelero de juanete mayor y rendido el bauprés, muerto su comandante John Russel y 12 hombres.
Vista la resistencia del Real Felipe y de los navíos españoles que lo apoyaban, Mathews ordenó a los suyos separarse de la línea de fuego a las cuatro y media de la tarde, con objeto de dar un respiro a las dotaciones y reparar provisionalmente los daños sufridos. Esta circunstancia fue aprovechada por los ingleses para que una fragata tomase a remolque el navío Marlborough y lo condujese a Mahón completamente deshecho.

Concluido el primer ataque —dice Vargas Ponce basado en el parte de campaña de Navarro— volvió a las cinco de la tarde el almirante Mathews reparados los daños de su maniobra, y otros dos navíos de a setenta, convoyando al brulote Anne Galley con intención de incendiar al Real Felipe que se hallaba sin vela alguna, ni vergas mayores y enteramente desmantelado.
Vargas Ponce

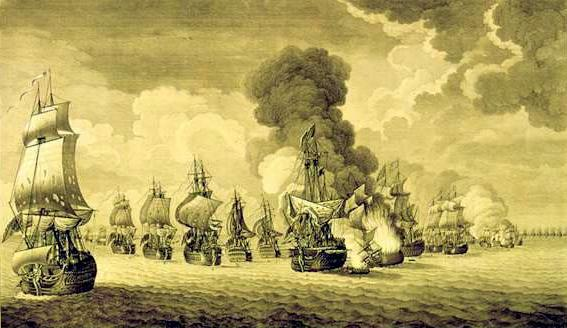
Vista del combate de Tolón (22 de febrero de 1744). Estampa grabada por Fernando Selma. (Museo Naval de Madrid).

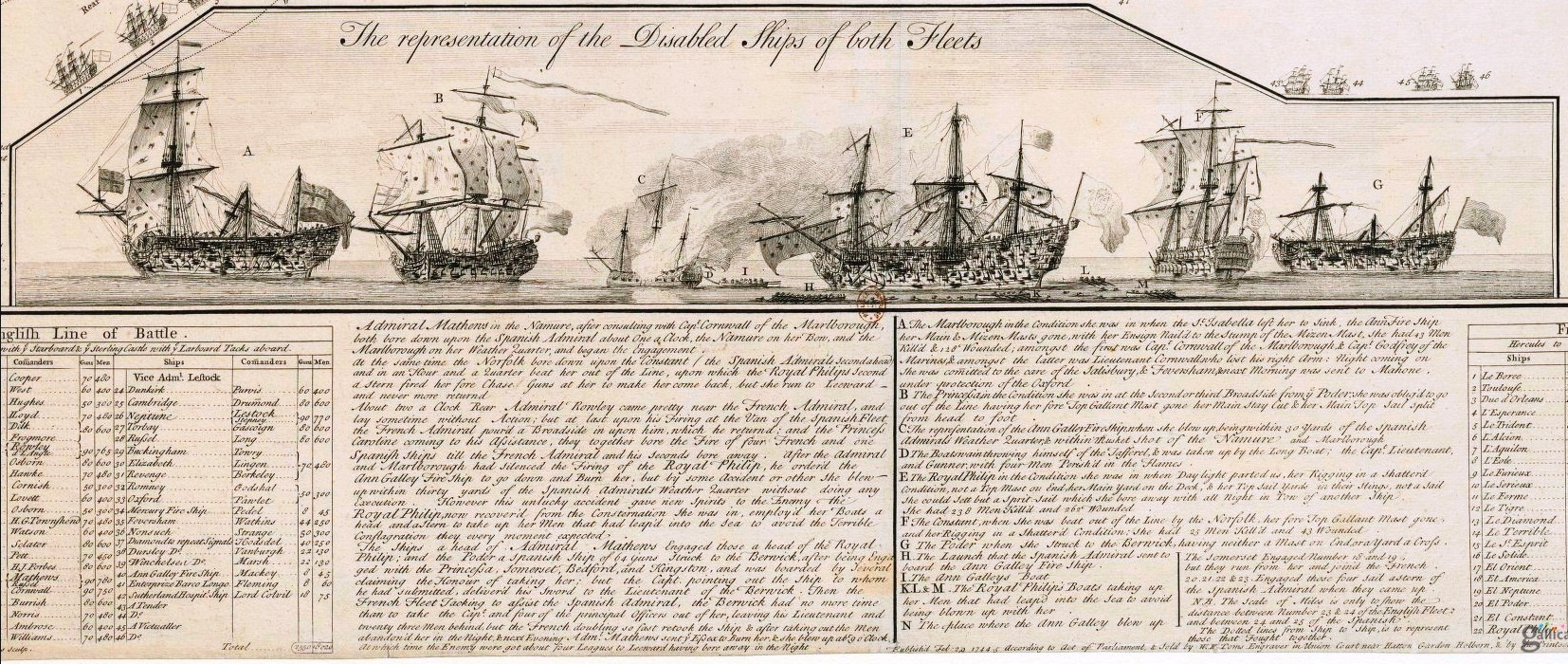
El Real Felipe después de la batalla de Tolón (buque E).

El navío Brillante llegó a tiempo de batir el brulote con cincuenta cañonazos, y de situarse por la popa del Real Felipe, defendiéndole del grupo de enemigos que, no atreviéndose a presentarle el costado, ni pudiéndose él gobernar, trataban de atacarle o abordarle por esta parte indefensa. Al estar el brulote ardiendo, el Real Felipe echó su falúa al agua por orden del ya herido por segunda vez y retirado comandante, dotándola con oficiales y gente de valor. Los cuales abordaron y atravesaron el brulote, despreciando su fuego y el de los tres navíos que lo conservaban.
En esta disposición ya pudo el Real Felipe dispararle algunos cañonazos por las portas de popa, y logró al último tiro útil que le quedaba echar a pique el brulote, pereciendo en él toda su tripulación, al tiempo que incendiados ya todos sus fuegos distaba medio tiro de pistola del navío, donde metió algunos artificios, que tuvo la fortuna de apagar. Continuó el combate por espacio de una hora entre los navíos españoles Halcón, San Fernando, Brillante, Santa Isabel y Soberbio que apoyaban al Real Felipe por una parte, y por otra, los siete navíos ingleses del centro de Mathews, empeñados en acabar con la insignia de Navarro.
Vista la inutilidad de sus esfuerzos a causa del vivo fuego español y al observar que la escuadra de vanguardia francesa de De Court se aproximaba en buen orden, el almirante inglés hizo la señal de retirada a las seis y media y, aprovechando el crepúsculo, abandonó el lugar del combate. A causa del estado lamentable del Real Felipe, el navío Santa Isabel lo tomó a remolque y en conserva de la escuadra francesa —que socorrió al insignia de Navarro con 80 hombres de maestranza y marinería— y de los restantes navíos españoles, arrumbaron hacia Rosas, navegando siempre a la vista del enemigo, que en ocasiones se acercó, pero sin llegar a incomodar a los aliados.
A las 11 de la noche del día 24 falleció el capitán de navío Nicolás Geraldino, comandante del Real Felipe, a consecuencia de las heridas recibidas en la frente durante el combate. Su comportamiento fue alabado por Navarro en el parte de campaña, pues aún herido de muerte no permitió fuese retirado del alcázar.

#### Saldo de la batalla
El 25 de febrero, cuando se encontraba la escuadra española a unas 35 millas de Barcelona, el fuerte viento del NE obligó a Navarro a dirigirse a Cartagena, donde fondearon el 9 de marzo, no sin antes haber apresado una fragata mercante inglesa durante la travesía. El Real Felipe salió de Tolón con 110 cañones montados —tenía portas para 114—y una dotación de 1.250 hombres. Resultó acribillado de balazos su costado y arboladura, inutilizado su velamen, cortadas sus jarcias y cabos de labor y desmantelado enteramente. En el combate murieron su comandante, 2 oficiales y 45 hombres de la dotación; fueron heridos, el jefe de escuadra Juan José Navarro, 5 oficiales y 233 hombres de los que 79 lo fueron gravemente, la mayoría, con pérdidas de extremidades, murieron posteriormente.

### Baja
Aunque el Estado de la Armada Real de España en 1746 lo considera hábil para entrar en campaña, lo cierto es que, según Vargas Ponce, al Real Felipe no fue posible rehabilitarlo, ni quedó en estado de volver a hacerse a la mar.
Fue desguazado en Cartagena en 1750.

## Filatelia
Esta embarcación apareció en un sello dedicado a los barcos de época españoles. Se emitió el 19 de abril de 1996. Fue pareja del Catalán